# Sober (пісня Tool)
«Sober» (укр. Тверезі) — пісня американського рок-гурту Tool, перший сингл з альбому Undertow 1993 року

## Про пісню
Пісня «Sober» присвячена знайомому співака Мейнарда Кінена, іншому артисту, який страждав від алкоголізму і міг творити лише напідпитку. Ключовий рядок з тексту пісні — «Чому ми не можемо пити без упину» (англ. Why can't we drink forever?) Ця композиція є однією з найпростіших в каталозі Tool, у порівнянні з їхньою творчістю з наступних альбомів, але вирізняється емоційним вокалом Мейнарда Кінена та вважається однією з «класичних» композицій в жанрі альтернативного металу.
Відеокліп на пісню «Sober» було знято за участі гітариста гурту Адама Джонса, який до цього працював дизайнером спецефектів в Голлівуді. Саме Джонс створив лялькових персонажів, зображених в анімаційній частині кліпу. Режисером відео став Фред Стур. На відміну від наступних кліпів гурту, в яких не знімалися музиканти, в «Sober» є декілька кадрів за їхньої участі. Проте похмура атмосфера відео та сюрреалістичні кадри — зокрема, головний герой із тремтячою рукою та іржава «труба із м'ясом» — стали фірмовою ознакою майбутніх кліпів Tool, більшість з яких зрежисував сам Адам Джонс.

## Місця в хіт-парадах
| Хіт-парад                    | Дата дебюту в чарті | Найвища позиція |
| ---------------------------- | ------------------- | --------------- |
| Digital Song Sales           | 17.08.2019          | 6               |
| Hot Rock & Alternative Songs | 17.08.2019          | 3               |
| Mainstream Rock Airplay      | 09.10.1993          | 13              |
| Rock Digital Song Sales      | 17.08.2019          | 1               |
| Hard Rock Digital Song Sales | 17.08.2019          | 1               |
| Hot Rock Songs               | 17.08.2019          | 3               |
| Canadian Digital Song Sales  | 17.08.2019          | 10              |